# (12696) Camus
(12696) Camus est un astéroïde de la ceinture principale.

## Description
(12696) Camus est un astéroïde de la ceinture principale. Il fut découvert par Eric Walter Elst le 26 septembre 1989 à l'ESO. Il présente une orbite caractérisée par un demi-grand axe de 2,62 UA, une excentricité de 0,143 et une inclinaison de 7,99° par rapport à l'écliptique.
Il fut nommé en hommage à Albert Camus (1913-1960), écrivain français célèbre pour ses œuvres « La Peste » et « L'Etranger ». Il reçut le prix Nobel de littérature.

## Compléments